# Consejo General de Colegios Oficiales de Ingeniería Técnica en Informática
El Consejo General de Colegios Oficiales de Ingeniería Técnica en Informática (CONCITI) es una corporación de derecho público integrada por los colegios profesionales de Grado en Ingeniería Informática e Ingeniería Técnica en Informática existentes en las diferentes comunidades autónomas de España.

## Historia
CONCITI se creó por la Ley 21/2009,
después de haber sido aprobada la misma por la unanimidad de los grupos políticos de Congreso y Senado.
El 13 de noviembre tuvo lugar en Madrid la Asamblea Constituyente del Consejo General de Colegios Oficiales de Ingeniería Técnica en Informática, dando cumplimiento a la Ley 21/2009 de creación de dicho órgano. Cristina Pelayo García-Bustelo fue elegida Presidenta.
El 5 de noviembre de 2011, CONCITI aprobaba la propuesta de Estatutos de los Colegios Oficiales de Ingeniería Técnica en Informática y de su Consejo General, que presentaba al Ministerio de Industria en días posteriores, para dar cumplimiento a la Ley 21/2009 de Creación del Consejo General.
El 15 de diciembre de 2012 Marcos J. Mata Mansilla es elegido Presidente de CONCITI en la Asamblea General que tuvo lugar en Madrid.
El 19 de junio de 2015 el Consejo de Ministros aprueba el Real Decreto de Estatutos Generales de los Colegios de Ingeniería Técnica en Informática y de su Consejo General
El 11 de julio de 2015 se publicó en el Boletín Oficial del Estado el Real Decreto 517/2015,
por el que se aprueban los Colegios Oficiales de Ingeniería Técnica en Informática y de su Consejo General.
El 26 de septiembre de 2015 se celebraron las elecciones mandatarias, fruto de la publicación de los Estatutos Generales, y en las que es reelegido Presidente Marcos J. Mata Mansilla.
El 15 de junio de 2019 es elegido Presidente Eduardo Peris en la Asamblea General que tuvo lugar en Madrid.
El 27 de septiembre de 2023 se celebraron las elecciones mandatarias, fruto de la publicación de los Estatutos Generales, y en las que es elegido nuevo Presidente del Consejo General de Colegios Oficiales de Ingeniería Técnica en Informática de España a D. Ricardo R. Jorge Rodríguez.«D. Ricardo R. Jorge Rodríguez nuevo Presidente de CONCITI».

## Fines
Los fines esenciales del Consejo General de Colegios Oficiales de Ingeniería Técnica en Informática, establecidos en el art. 29 de los Estatutos Generales, se traducen en la ordenación del ejercicio de la profesión de graduado en ingeniería en informática e ingeniería técnica en informática, para velar por la ética y la dignidad profesional y el respeto debido a la sociedad, representar a la profesión, proteger los intereses de los consumidores y usuarios de los servicios de los profesionales, promover el progreso de la sociedad de la información y el conocimiento, velar por el cumplimiento de los preceptos constitucionales sobre el uso de la informática para garantizar el honor y la intimidad personal y familiar de los ciudadanos y el pleno ejercicio de sus derechos, defender la ingeniería en informática como profesión.

## Estructura

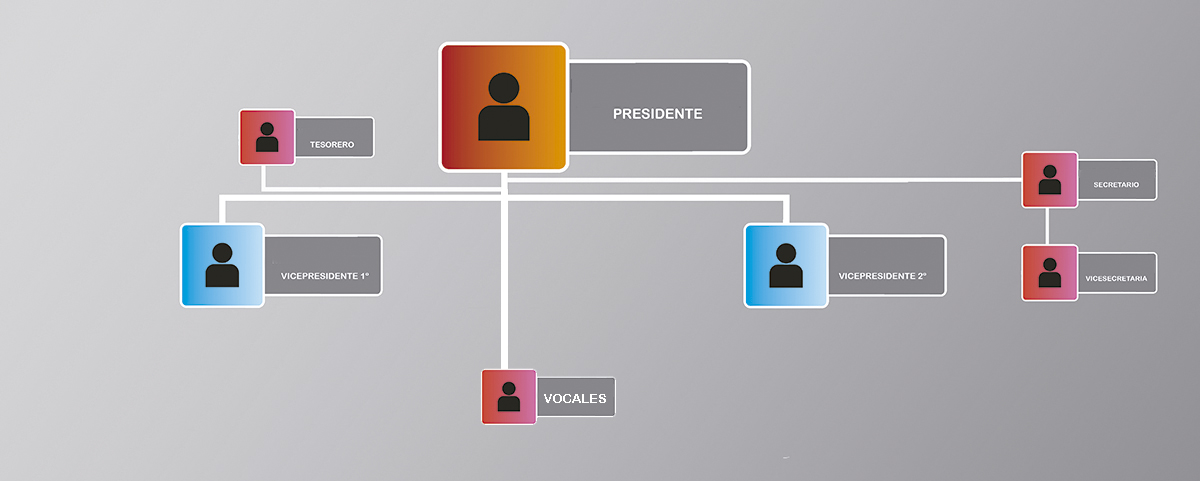
Estructura Orgánica de CONCITI

El Consejo General de Colegios Oficiales de Ingeniería Técnica en Informática está constituido por los siguientes órganos y cargos:

### Órganos colegiados
1. La Asamblea General.
2. La Junta de Gobierno.

### Cargos unipersonales
En su conjunto, constituyen la Junta de Gobierno. Son:
1. Presidencia.
2. Dos Vicepresidencias.
3. Secretaría.
4. Tesorería.
5. Vicesecretaría.
6. Vocales.

## Lista de presidentes
| Nombre           | Nombre | Mandato   | Notas                          |
| ---------------- | ------ | --------- | ------------------------------ |
| Cristina Pelayo  |        | 2009-2011 | Periodo Asamblea Constituyente |
| Cristina Pelayo  |        | 2011-2012 |                                |
| Marcos Mata      |        | 2012-2019 |                                |
| Eduardo Peris    |        | 2019-2023 |                                |
| Ricardo R. Jorge |        | 2023      | En el cargo                    |

## Sede

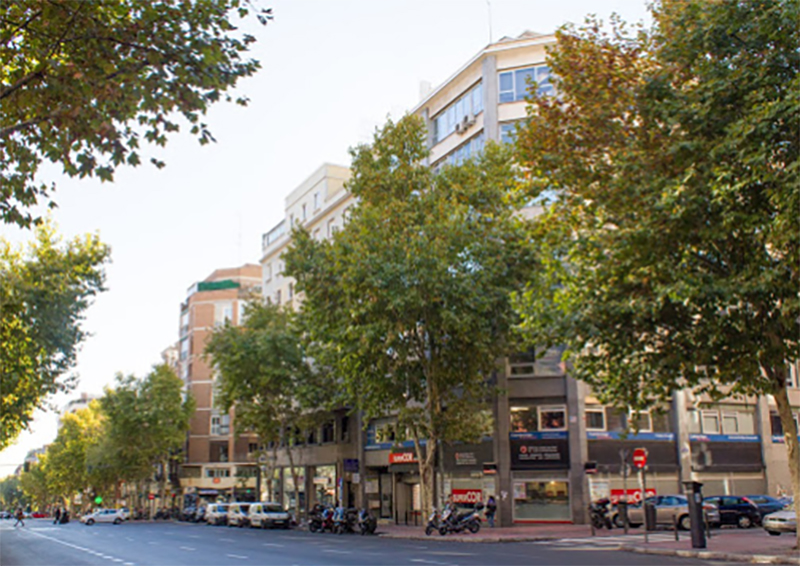
Sede del Consejo General de Colegios Oficiales de Ingeniería Técnica en Informática

La Sede del Consejo General de Colegios Oficiales de Ingeniería Técnica en Informática está ubicada en el Pº de las Delicias n.º 30, 2.ª planta en Madrid

## Congreso CONCITI Informática e Innovación
El 23 de noviembre de 2022, El Consejo General de Colegios Oficiales de Ingeniería Técnica en Informática (CONCITI) organizó el «I Congreso Nacional CONCITI Informática e Innovación«, que tuvo lugar en el Auditorio del Banco Sabadell en Madrid.
El Congreso es un encuentro destinado a profesionales, directivos, investigadores, profesores, estudiantes,.. dedicados a la Ingeniería Informática y la Innovación, y todas aquellas personas que tengan interés en conocer más de una disciplina de carácter científico-técnico en un campo en continua expansión.
El "I Congreso" fue inaugurado por Dña. Carme Artigas, Secretaria de Estado de Digitalización e Inteligencia Artificial, y clausurado por D. Carlos Izquierdo, Consejero de Administración Local y Digitalización de la Comunidad de Madrid.

## Colegios integrados
| Colegio Profesional de ... | Colegio Oficial de ... |
| --- | --- |
| - Ingenieros Técnicos en Informática y Graduados en Ingeniería Informática de la Región de Murcia - Ingenieros Técnicos en Informática de la Comunidad de Madrid - Ingenieros Técnicos en Informática de La Rioja - Ingenieros Técnicos en Informática de Navarra - Ingenieros Técnicos en Informática de Cantabria - Colegio Profesional de Ingenieros Técnicos en Informática de Aragón - Ingenieros Técnicos en Informática de Andalucía - Ingenieros Técnicos en Informática de Canarias - Enxeñaría Técnica en Informática de Galicia | - Enginyeria Tècnica en Informàtica de Catalunya - Ingenieros Técnicos en Informática del Principado de Asturias - Ingenieros Técnicos en Informática de Castilla-La Mancha - Ingenieros Técnicos en Informática de las Islas Baleares - Ingenieros Técnicos en Informática de la Comunidad Valenciana \|https://coiticv.org/ |

## Simbología

### Imagotipo Titulación
Es el establecido en la resolución de 11 de noviembre de 1977 para las titulaciones universitarias superiores de informática, y está constituido por una figura representando en su parte central un núcleo toroidal de ferrita, atravesado por hilos de lectura, escritura e inhibición. El núcleo está rodeado por dos ramas: una de laurel, como símbolo de recompensa, y la otra, de olivo, como símbolo de sabiduría. La corona será la de la casa real española. Aun así, el logotipo ha sufrido varias modificaciones o adaptaciones.

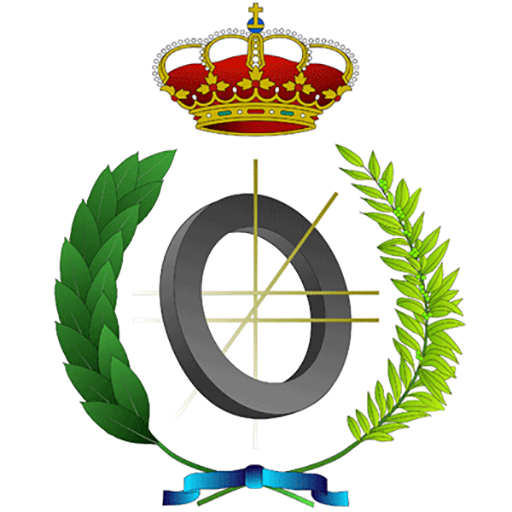
Logo Titulación.

### Logotipo CONCITI
En junio de 2021, como consecuencia de un concurso de ideas, se aprobó la nueva imagen corporativa del Consejo General de Colegios Oficiales de Ingeniería Técnica en Informática. El diseño se denominó “PROGRESSIVE TÉCNICA"  se construye a partir de los elementos de la figura que representa la profesión de Ingeniería Técnica en Informática: Un núcleo toroidal de ferrita, atravesado por hilos de lectura, escritura e inhibición. 

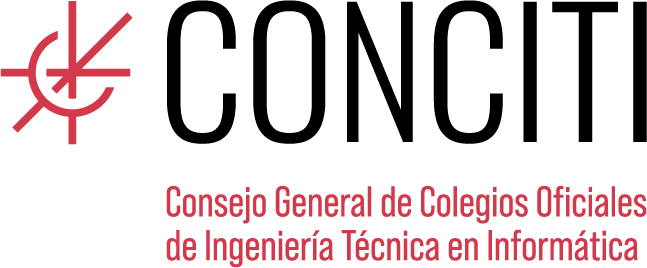
Logo de CONCITI desde junio de 2021.